# Thijs Wessels
Pour les articles homonymes, voir Wessels.

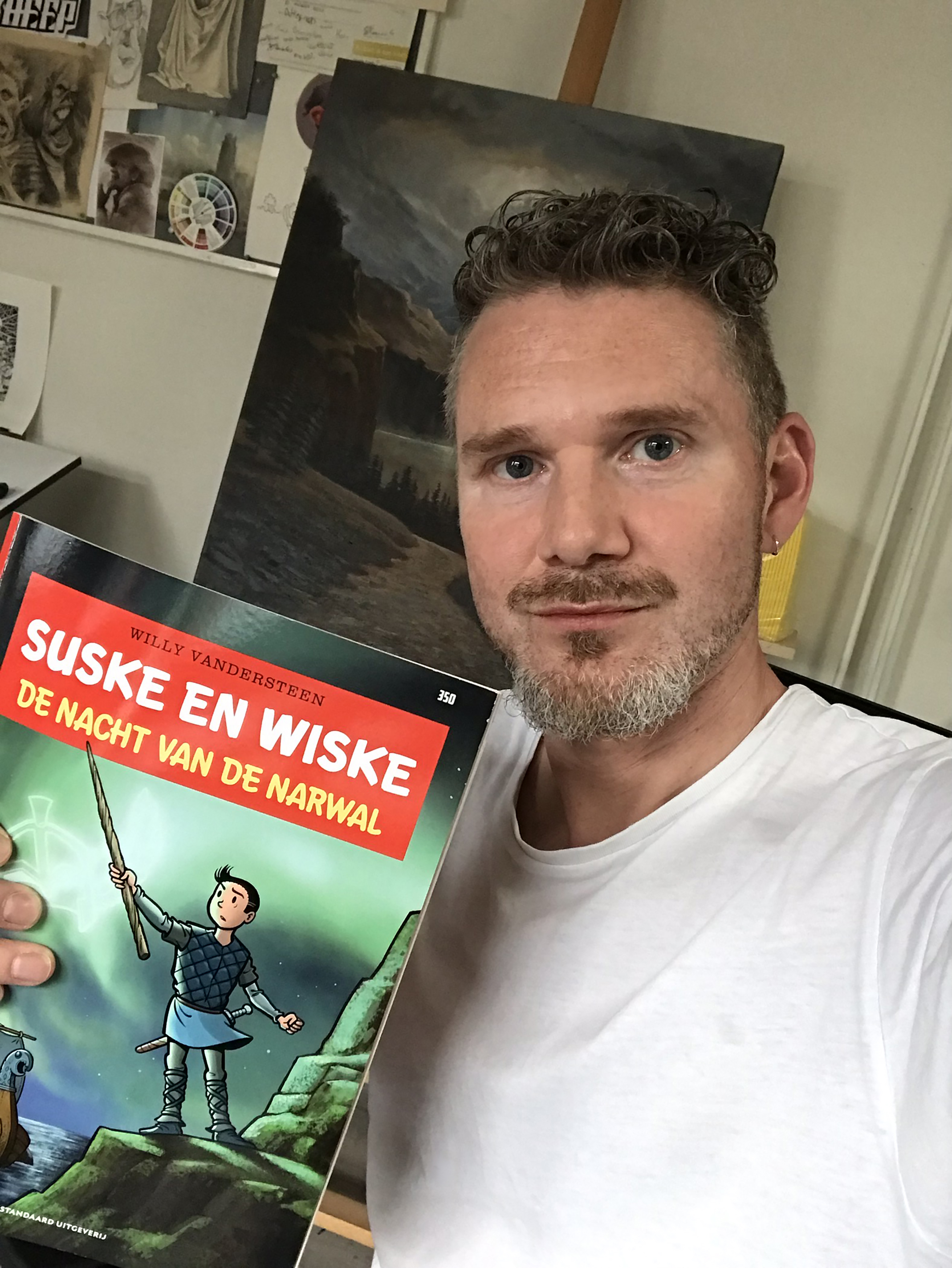
Thijs Wessels avec l'album Bob et Bobette La Nuit du narval.

Thijs Wessels, né à Hardenberg en 1980, est un auteur de bande dessinée, dessinateur et un caricaturiste. Depuis 2019, il est encreur pour les albums Bob et Bobette au Studio Vandersteen. Wessels vit à Hengelo.

## Biographie
Après des études au Grafisch Lyceum de Zwolle, Wessels travaille comme graphiste à partir de 2003. Wessels est actif en tant que dessinateur depuis 2006. En 2015, il rencontre Luc Morjaeu, alors artiste en chef de Bob et Bobette. Depuis 2019, Wessels est employé par le Studio Vandersteen comme encreur pour Bob et Bobette, où son premier album fut La Nuit du Narval, dont il a également conçu la couverture.